# Ladislav Svoboda
Generál Ladislav Svoboda (6. ledna 1893, Štěnovice – 13. listopadu 1952, Praha) byl český voják, hrdina protinacistického odboje a jedna z obětí komunistického teroru.

## Život
Ladislav Svoboda vystudoval reálku a šest semestrů na Vysoké škole strojní. Za první světové války dosáhl v rakousko-uherské armádě hodnosti záložního poručíka a po krátké úřednické kariéře vstoupil v roce 1919 do řad Československé armády, kde získal hodnost dělostřeleckého poručíka. V armádě byl dále povyšován (štábní kapitán 1928, major 1936). V roce 1937 byl těžce zraněn při nehodě při zkouškách nových zbraní a lékaři mu museli amputovat levou nohu pod kolenem. Po návratu z léčení sloužil na vojenské střelnici Hluboká na Slovensku. Po německé okupaci odešel do výslužby, ale prakticky ihned se zapojil do protinacistického odboje. V dubnu 1944 byl i s manželkou zatčen a oba byli až do konce války vězněni. Major Svoboda byl podroben tvrdým výslechům, během kterých nic nevyzradil.
Po osvobození Československa v roce 1945 se Svoboda vrátil k armádě, v letech 1945–1948 byl povýšen na plukovníka a obdržel řadu vyznamenání. Po únorovém převratu byl přeložen do výslužby. V roce 1951 byl plukovník Svoboda zatčen a ve vykonstruovaném procesu obžalován z vyzvědačství a velezrady. Státní soud v Praze jej společně s kpt. Ženíškem odsoudil k smrti. Žádosti jeho rodiny o milost prezident Gottwald nevyhověl.

## Hrob
Ostatky Ladislava Svobody byly zpopelněny ve Strašnickém krematoriu, kde byly také uskladněny. Dne 6. října 1953 byla urna přesunuta z krematoria do skladu v pankrácké věznici. Dne 5. května 1965 byla urna pohřbena do společného hrobu na motolském hřbitově. Zde bylo 20. května 2000 slavnostně otevřeno a vysvěceno Čestné pohřebiště politických vězňů. Svobodovo jméno je uvedeno na jedné (umístěné vpravo) ze dvou šedých mramorových desek instalovaných v roce 2012.

Na Čestném pohřebišti III. odboje na Ďáblickém hřbitově se nachází jeho symbolický hrob. Tamní symbolické náhrobky odkazují na zemřelé politické vězně bez ohledu na jejich skutečné místo pohřbení.

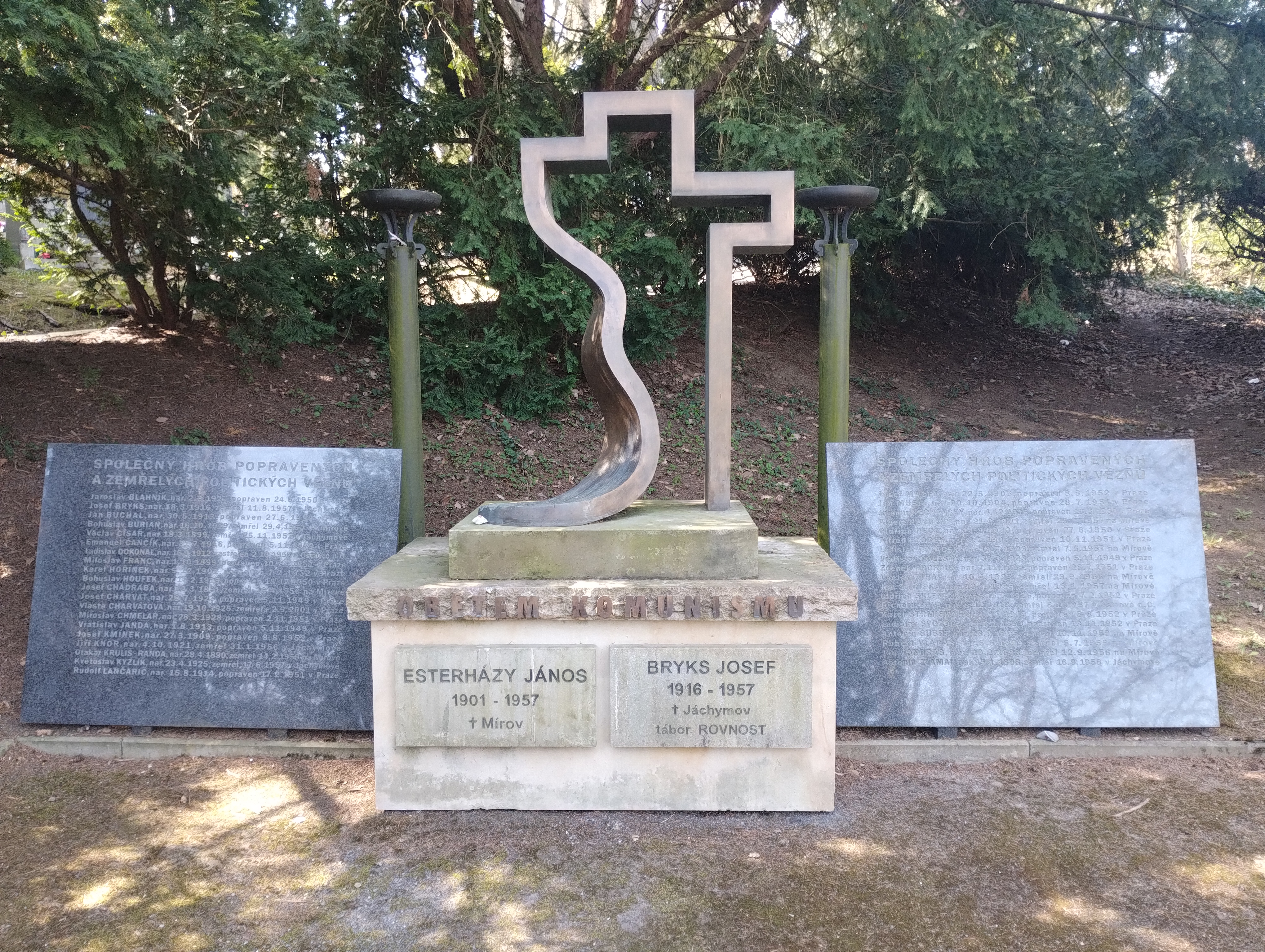
Památník na Čestném pohřebišti politických vězňů, Motolský hřbitov
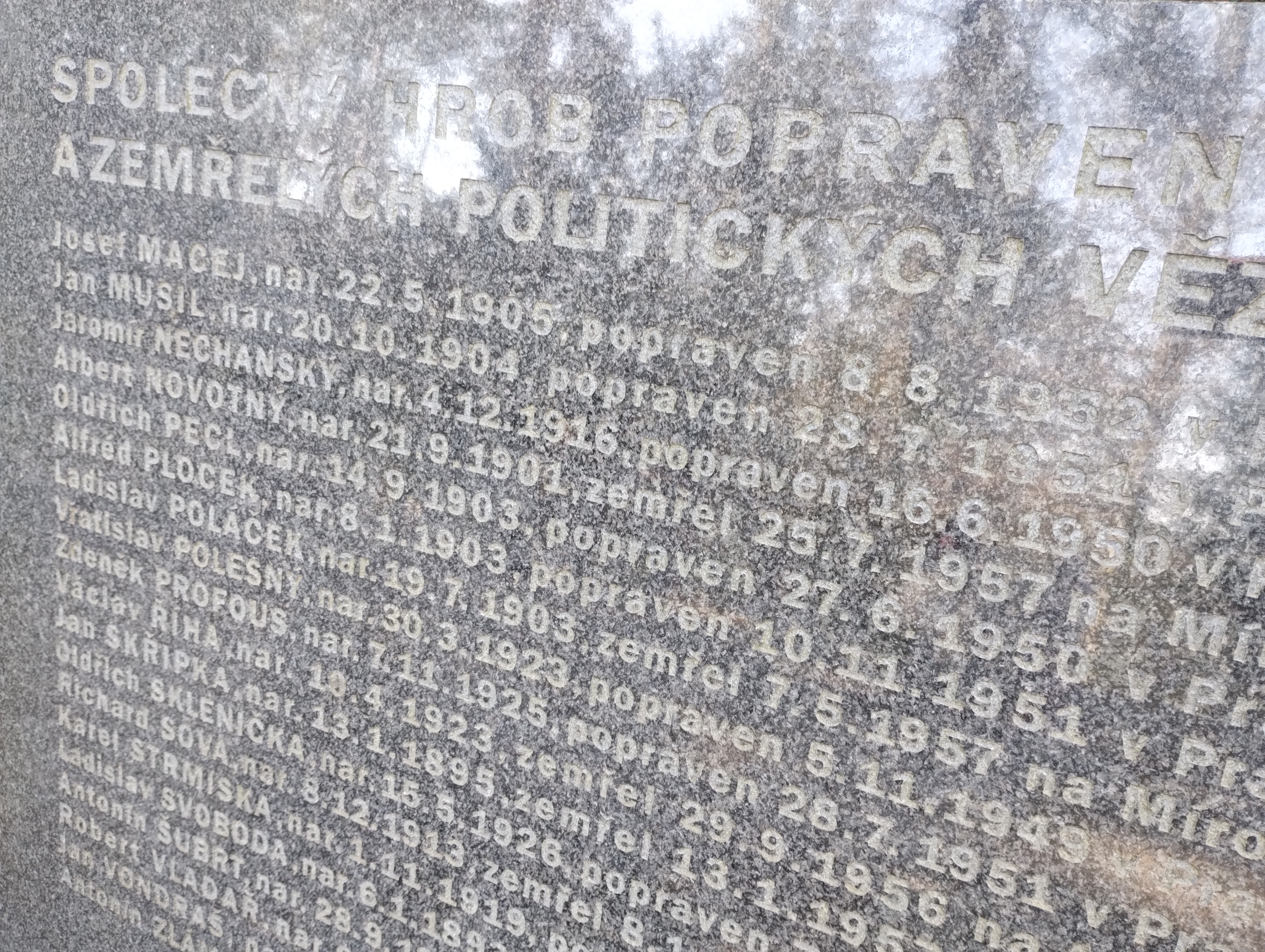
Památník na Čestném pohřebišti politických vězňů, deska vpravo se jménem L. Svobody, Motolský hřbitov
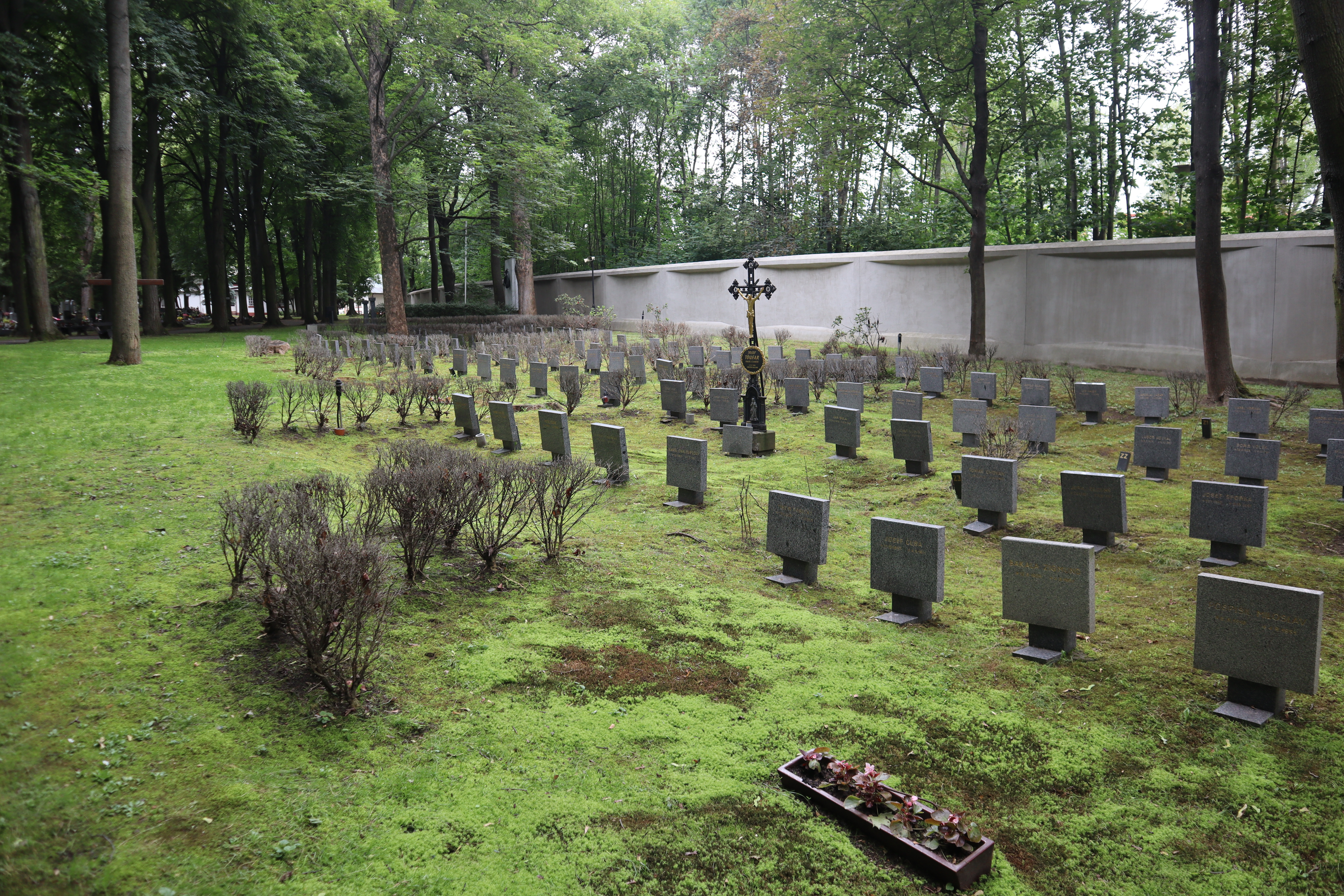
Čestné pohřebiště popravených a umučených z 50. let (III. odboj) na Ďáblickém hřbitově
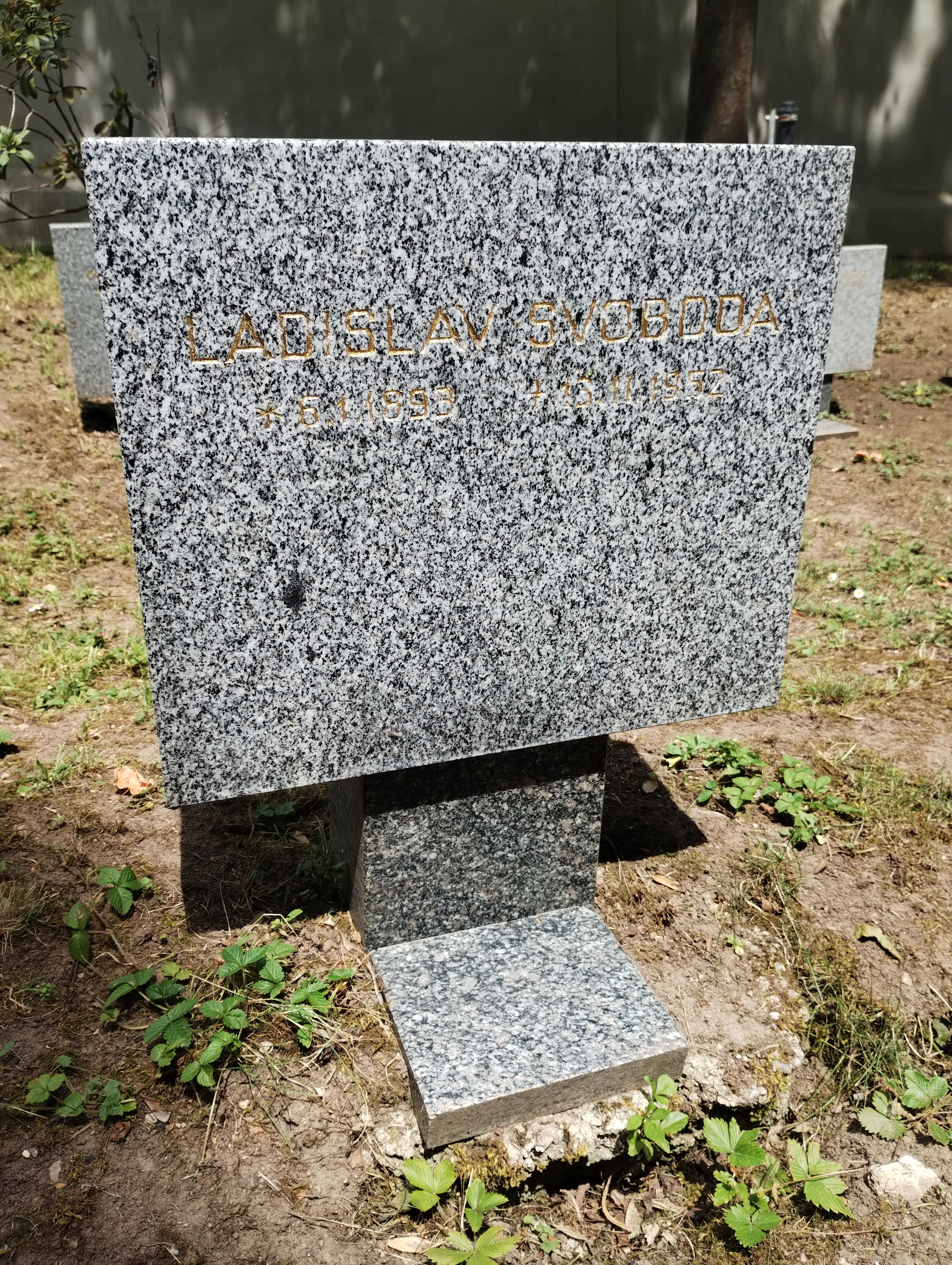
Symbolický náhrobek Ladislava Svobody na Čestném pohřebišti v Ďáblicích

## Po roce 1989
Dne 28. května 1992 Vojenské kolegium Nejvyššího soudu ČSFR Ladislava Svobodu plně rehabilitovalo. Prezident Václav Havel mu in memoriam udělil hodnost generálmajora a medaili Za hrdinství.

## Připomínky
- Jeho jméno je uvedeno na pamětní desce obětem komunismu na budově Generálního štábu armády České republiky na Vítězném náměstí 5/1500 v Praze 6 – Dejvicích.[8]
- Jeho jméno je uvedeno na Pomníku Miladě Horákové a Obětem komunismu v Praze 4 - Nuslích na Náměstí Hrdinů, u stanice metra Pražského povstání, před Vrchním soudem v Praze a Vrchním státním zastupitelstvím v Praze.[9]
- V listopadu 2002 byla na budovu KVV Plzeň (Štefánikovo náměstí 1, Plzeň) umístěna pamětní deska s textem: "PAMÁTCE ČESKOSLOVENSKÝCH DŮSTOJNÍKŮ, OBČANŮ MĚSTA PLZNĚ, POPRAVENÝCH KOMUNISTICKOU ZVŮLÍ / plk. LADISLAV SVOBODA 13.11.1952 / škpt. JOSEF KUČERA +14.11.1952 / kpt. VÁCLAV ŽENÍŠEK +13.11.1952 / VOJENSKÁ SEKCE KPV ČR / VĚNOVALA NADACE 700 LET MĚSTA PLZNĚ / LISTOPAD 2002".[10]
- Jeho jméno se nachází na pamětní desce věnované obětem komunismu z řad vojáků z povolání v kasárnách v Dědicích.[11]

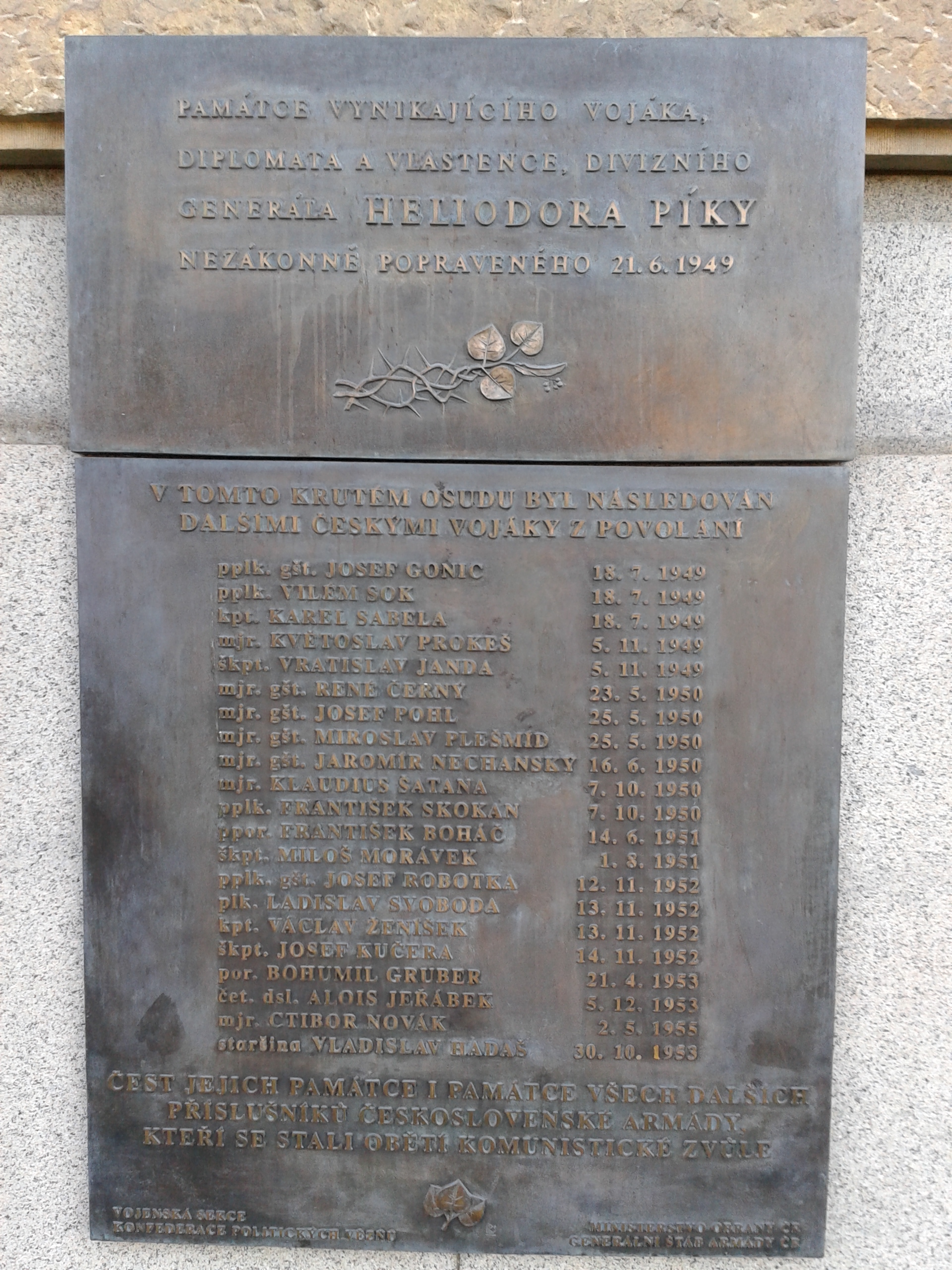
Vojáky z povolání popravené v době komunistického režimu připomíná pamětní deska umístěná na budově Generálního štábu v Dejvicích
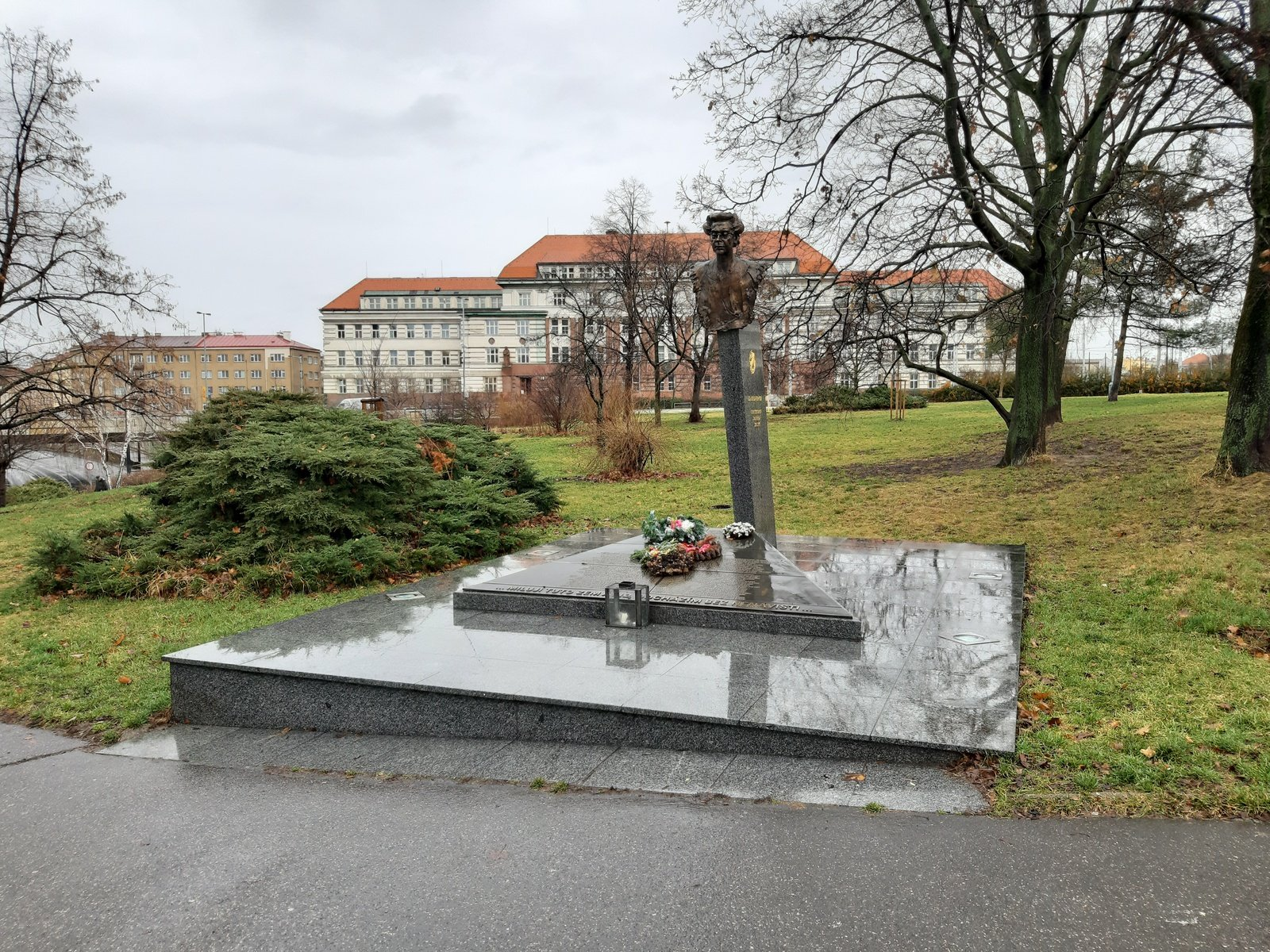
Pomník na náměstí Hrdinů v Praze 4 - Nuslích
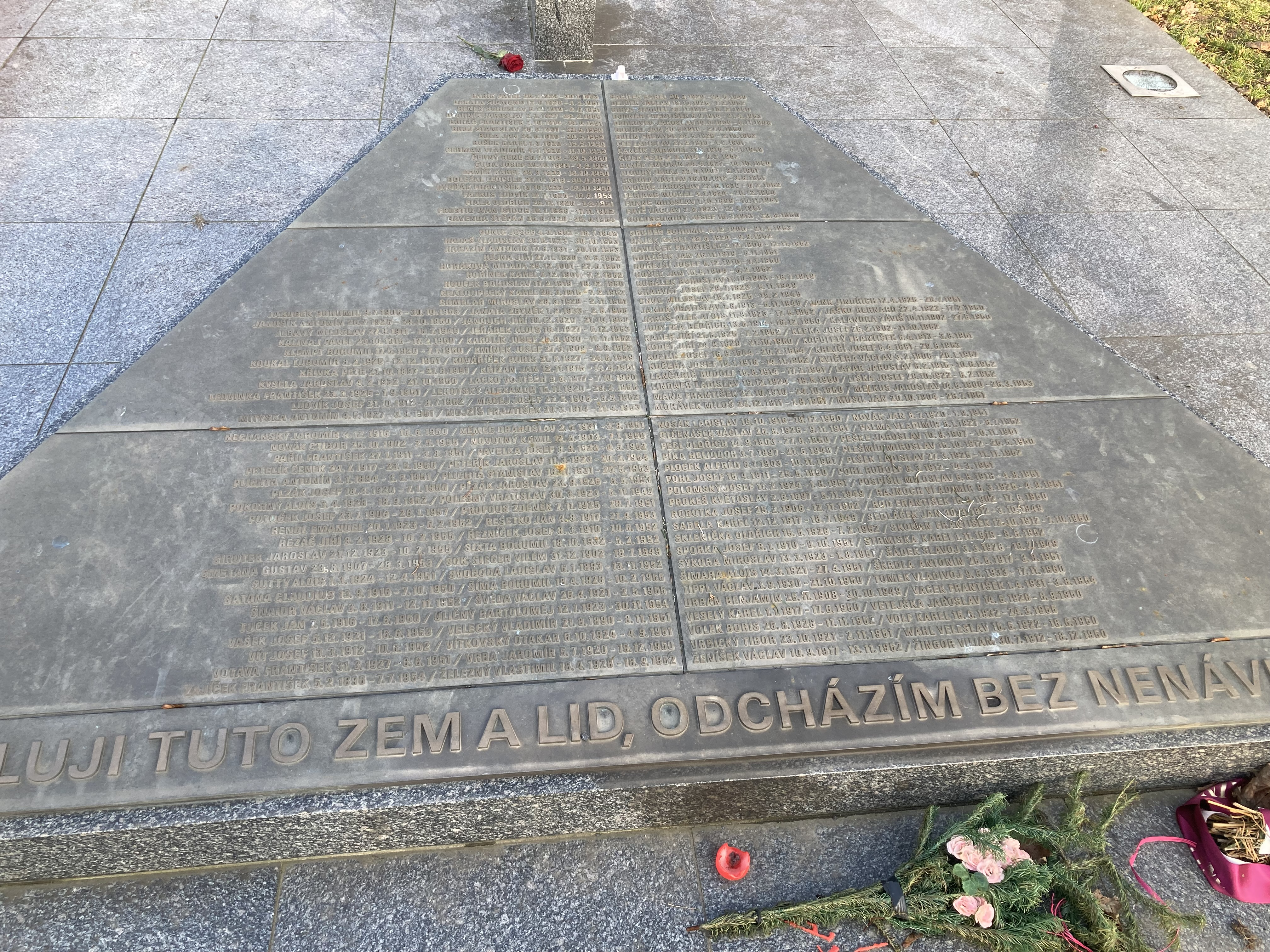
Seznam obětí komunismu se jménem L. Svobody na pomníku na náměstí Hrdinů v Praze 4 - Nuslích
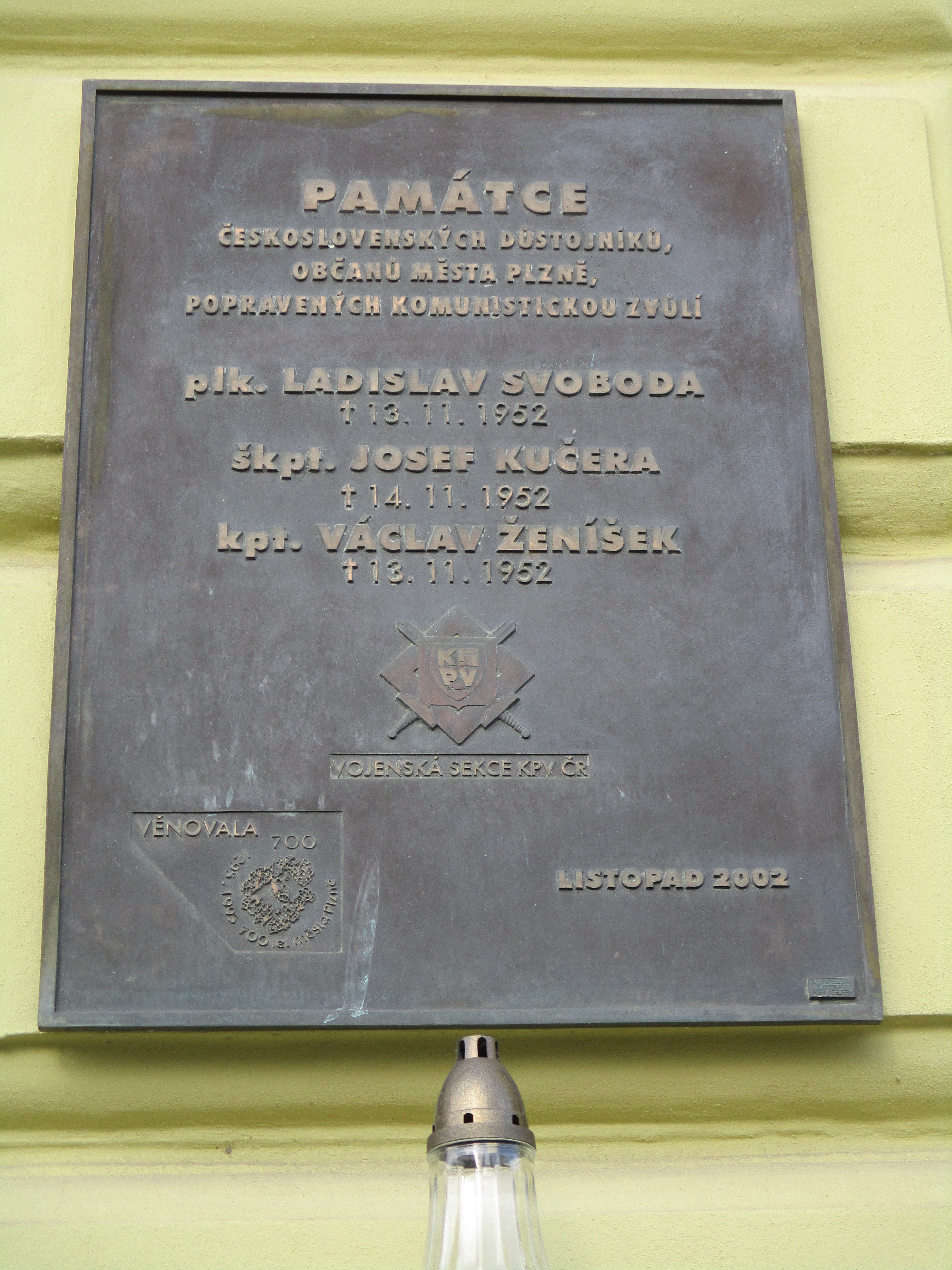
Pamětní deska československých důstojníků v Plzni

## Vyznamenání
- Československý válečný kříž 1914–1918
- Kříž národní střelecké gardy „Za věrné služby 1938“
- Československý válečný kříž 1914–1918, udělen podruhé
- Československá medaile za zásluhy , II. stupně
- Medaile Za hrdinství